# Intrepid (yacht)
Intrepid (US-22) est le yacht de course, defender américain lors de la Coupe de l'America (America's Cup) de 1967 contre le challenger australien Dame Pattie, et en 1970 contre le challenger australien Gretel II, tous deux du Royal Sydney Yacht Squadron, à Newport (Rhode Island) aux États-Unis.

## Construction
Intrepid a été conçu par l'architecte naval Olin Stephens, et a été construit au Minneford Yacht Yard de City Island à New York. Construit en double-plaqué d'acajou sur des cadres en chêne blanc, il présente des innovations importantes à la fois au-dessus et en dessous de la ligne de flottaison. Le gouvernail a été séparé de la coque, et la quille rétractable avec un volet compensateur. Cela a été utilisé sur tous les voiliers de classe 12 Metre de la Coupe America jusqu'a l'Australia II en 1983. Intrepid a une bôme très basse, rendue possible par la localisation des winchs sous les ponts.

## Carrière

Guidon du NYYC.

En 1967, Intrepid a été skippé par Emil Mosbacher, et a vaincu le challenger australien Dame Pattie par 4 manches à 0.
Remanié en 1970 par l'architecte naval Britton Chance Jr. et skippé par Bill Ficker, il a battu un autre challenger australien Gretel II par 4 manches à 1.
Intrepid est resté performant même contre des yachts en aluminium. Redessiné à nouveau par son concepteur original Olin Stephens, Intrepid était de retour en 1974, skippé par Gerry Driscoll mais il a perdu la qualification pour la Coupe de l'America face au Courageous.
De 1971 à 1972, il navigue pour la Commission océanographique intergouvernementale à Miami.
De 1973 à 1976, il est acheté par George F. Jewett et navigue pour la Seattle Sailing Foundation. Il subit quelques modifications et il est vainqueur de la Caritas Cup (NYYC) et du Lipton Memorial Trophy (NYYC) en 1974. 
Puis il sert à l'entrainement de Enterprise (1977-78) à Seattle, puis pour le défi français à la Principauté de Monaco avec Sovereign et Constellation (1978-80).
Il change temporairement de nom (Windancer) durant une dizaine d'années sur le lac Champlain. En 1993, il reprend le nom d'Intrepid. En 1996, il revient à Newport pour être une unité des voiliers-charters de lAmerica's Cup Charter Company avec Weatherly, Freedom et American Eagle.